# Tiphiidae
Famille
Les Tiphiidae sont une famille d'insectes hyménoptères. L'une des espèces caractéristiques de cette famille est Diamma bicolor, dont la femelle est aptère et ressemble à une grosse fourmi, ce qui lui vaut son nom vernaculaire anglophone de « blue ant » (« fourmi bleue »).

## Liste des sous-familles et genres
Selon BioLib (9 juin 2019) :
- sous-famille Anthoboscinae
- sous-famille Diamminae
  - genre Diamma Westwood, 1835
- sous-famille Methochinae
  - genre Methocha Latreille, 1805
- sous-famille Myzininae
  - genre Meria Illiger, 1807
  - genre Myzinum Latreille, 1803
  - genre Poecilotiphia Cameron, 1902
- sous-famille Thynninae
  - tribu Rhagigasterini
  - tribu Thynnini
    - genre Pentazeleboria Brown, 2007
    - genre Thynnus Guenther, 1854
- sous-famille Tiphiinae
  - genre Icronatha Nagy, 1967
  - genre Ludita Nagy, 1967
  - genre Tiphia Fabricius, 1775
- genre Aelurus Klug, 1842
- genre Atopothynnus Kimsey, 1991
- genre Epomidiopteron Romand, 1836
- genre Mallochessa Allen, 1972
- genre Mesothynnus Kimsey, 1991
- genre Pterombrus Smith, 1869
- genre Scotaena Klug, 1810
- genre Upa Kimsey, 1991
- genre Zeena Kimsey, 1991